# Lewis Reeve Gibbes
Prof. Dr. Lewis Reeve Gibbes ( Charleston, 14 de agosto de 1810 - Charleston, 21 de noviembre de 1894) fue un médico, carcinólogo y naturalista estadounidense.
Era hijo de Lewis Ladson Gibbes. Se graduó en 1829 en el "South Carolina College". Enseñará hasta 1834 cuando comienza estudios de medicina en la Escuela de Medicina de la Universidad de Carolina del Sur, donde obtiene el doctorado en 1836. Viaja por Europa y se encuentra en París con los químicos franceses Louis Joseph Gay-Lussac (1778-1850), Jean-Baptiste Dumas (1800-1884), Pierre Louis Dulong (1785-1838).
Se convirtió en profesor de matemática y de filosofía natural en el College de Charleston. Publica en 1845 sus observaciones sobre el tránsito de Mercurio; y en 1850 un estudio sobre los crustáceos. Comenzará a dirigir el College de Charleston. Y presenta en 1875 una publicación sobre tablas sinópticas para clasificar los elementos químicos (que aparecen en 1886). Debe retirarse en 1892 por una enfermedad ocular.

## Otras publicaciones
- 1835. A catalogue of the phoenogamous plants, of Columbia, S.C. and its vicintity. Ed. Telescope Office. 13 pp.
- 1850. On the existence in some individuals of two insensible spots on the retina. 3 pp.
- lewis reeve Gibbes, s.c. Charleston. 1860. Rules for the accentuation of names in natural history, with examples zoological and botanical. Ed. Russell & Jones. 13 pp.leer

### Libros
- 1850. On the carcinological collections of the cabinets of natural history in the United States: with an enumeration of the species contained therein, and descriptions of the new species. Ed. Steam-Power Press of Walker & James. 37 pp.
- 1897†. Catalogue of herbarium: of L.R. Gibbes. 67 pp.

- La abreviatura «Gibbes» se emplea para indicar a Lewis Reeve Gibbes como autoridad en la descripción y clasificación científica de los vegetales.[1]

## Fuente
- Biografía en el site del Dto. de Química y Bioquíica del College de Charleston